# Esteban Trujillo Moreno
Esteban Trujillo Moreno (Algodonales, 19 d'agost de 1968) és un exfutbolista andalús, que ocupava la posició de defensa.

## Trajectòria
Va començar a destacar a les files del Palamós CF, equip al qual va arribar al 1990 provinent del Mallorca Atlètic. Amb els empordanencs va ser-hi titular durant dues temporades a la Segona Divisió, fins que a l'estiu de 1992 fitxa pel Marbella.
A l'equip andalús, també de Segona Divisió, hi va romandre entre 1992 i 1996, sent gairebé sempre titular. La temporada 94/95 va passar a l'Atlètic de Madrid, equip relacionat amb el Marbella, però no va jugar-hi cap partit, per la qual cosa, no va arribar a debutar a primera divisió. Per contra, va sumar-hi 167 a la categoria d'argent.